# Новоіванівський район

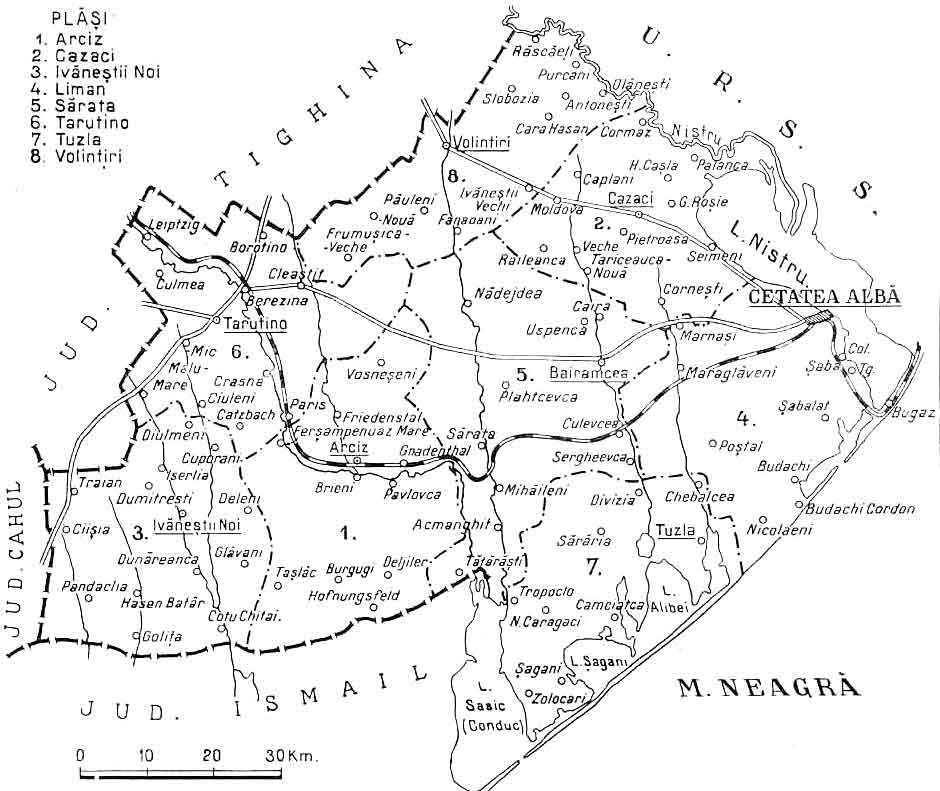
Карта жудця Четатя-Албе в 1938.

Новоіва́нівський район — колишній район у складі Ізмаїльської та Одеської областей. Районний центр колишнє смт — Нова Іванівка. 

## Історія
Утворений у листопаді 1940 р. шляхом перейменування пласи Іванешти-Ной (в жудці Четатя-Албе) з центром у селі Нова Іванівка.
Після захоплення румунськими та німецькими військами, з 19 липня 1941 до 25 серпня 1944 року територія району перебувала під владою Румунського королівства у складі Губернаторства Бессарабія та іменувалась пласою Іванешти-Ной.
14 листопада 1945 року було перейменовано 5 сіл і сільрад.
Масовий голод 1945—1947 років спричинив масову смертність.
Ліквідований у 1962 р., а територія району увійшла до складу Болградського району Одеської області за винятком Острівненської сільської ради, включеної до Ізмаїльського району.

## Адміністративний поділ станом на 1 вересня 1946 року
- Виноградненська сільська рада
  - село Виноградне
- Вільненська сільська рада
  - село Вільне
- Главанська сільська рада
  - село Главані
- Голицька сільська рада
  - Голиця
- Городненська сільська рада
  - село Городнє
- Деленська сільська рада
  - село Делень
- Дмитрівська сільська рада
  - село Дмитрівка
- Задунаївська сільська рада
  - село Задунаївка
- Новоіванівська сільська рада
  - село Нова Іванівка
- Новотроянівська сільська рада
  - село Нові Трояни
- Олександрівська сільська рада
  - село Олександрівка
- Оріхівська сільська рада
  - село Оріхівка
- Острівненська сільська рада
  - село Острівне